# Desmos wardianus
Desmos wardianus (F.M.Bailey) Jessup – gatunek rośliny z rodziny flaszowcowatych (Annonaceae Juss.). Występuje endemicznie w północnej Australiiw stanie Queensland oraz Terytorium Północnym. 

## Morfologia
PokrójZimozielone i zdrewniałe liany.
LiścieMają lancetowaty, podłużny lub odwrotnie jajowaty kształt. Mierzą 16–23 cm długości oraz 4,5–7 cm szerokości. Nasada liścia jest od ostrokątnej do rozwartej. Blaszka liściowa jest całobrzega o wierzchołku od tępego do ostrego. Ogonek liściowy jest nagi i dorasta do 3–6 mm długości.
KwiatyZebrane w pęczki, rozwijają się w kątach pędów. Działki kielicha mają owalny kształt i dorastają do 7–14 mm długości. Płatki mają owalny kształt i zielonożółtawą barwę, osiągają do 17–35 mm długości. Kwiaty mają około 120 pręcików i 30–35 słupków.
OwoceTworzą owoc zbiorowy. Mają elipsoidalny kształt. Osiągają 5 cm długości.

## Biologia i ekologia
Rośnie w zaroślach oraz częściowo zimozielonych lasach.